# AL-KO Kober
La società, fondata nel 1931, AL-KO Kober SE con sede a Kötz è una Technologiekonzern e opera nel ramo automotive, cura del giardino e trattamento dell'aria. Nel mondo ha 45 sedi e 4.000 collaboratori. Nel 2014 fattura 640 milioni di Euro.

## Storia
Nel 1931 Alois Kober (1908–1996) fonda la società come officina da fabbro a Großkötz. Nel 1952 inizia lo sviluppo e la produzione di leve per freni di stazionamento per automobili. Nel giro di tre anni inizia la produzione di tosaerba, assali e telai per roulotte. Nel 1958 viene fondata la prima consociata e i figli Kurt (1936–2015), Willy e Herbert Kober, entrano nella società. Nel 1975 inizia la attività nel trattamento aria. Dal 1º gennaio 1987 la società diventa AL-KO KOBER AG.
Il 23 maggio 2013 la società diventa una società europea con a firma AL-KO KOBER SE. Nel 2014 acquisisce la divisione motoseghe e parti di ricambio tosaerba della Solo Kleinmotoren GmbH.

## Gruppo e attività

### Alois Kober GmbH
In ambito veicolare la AL-KO opera su roulotte e caravan. I telai AMC-CHASSIS, ganci di rimorchio, antisbandamenti elettrici. Anche la AL-KO plastica come la divisione Automotive und Industriekomponenten sono controllate da Alois Kober GmbH.

### AL-KO Geräte GmbH
La divisione cura del giardino con la produzione di tosaerba, trattorini, motoseghe e pompe.

### AL-KO Therm GmbH
Nel trattamento aria AL-KO produce sistemi modulari per il condizionamento dell'aria. Vengono prodotti anche aspiratori.

## Sedi in Germania
La AL-KO ha otto sedi in Germania:
- Großkötz (Sede centrale, Garten + Hobby, ricerca e sviluppo automotive)
- Kleinkötz (Centro clienti Süd, rimorchi)
- Ettenbeuren (AMC-Chassis)
- Ichenhausen (Plastica)
- Jettingen-Scheppach (Trattamento aria)
- Lutherstadt Wittenberg (Trattamento aria)
- Neukirchen-Vörden (Centro clienti Nord)
- Rossau OT Seifersbach (Trattamento vibrazioni)

## Sedi estere
AL-KO detiene dal 1970 un centro clienti a Vintl (Südtirol, Italia).